# Secretariado del Comité Central del Partido Comunista de la Unión Soviética
El Secretariado del Partido Comunista de la Unión Soviética (en ruso: Секретариат Коммунистической партии Советского Союза) era el órgano del Comité Central responsable de la administración central del Partido. En contraposición, el Buró Político del Comité Central era el órgano que diseñaba la política del Partido. Sus miembros eran elegidos por el Comité Central. El Secretario General del Partido Comunista de la Unión Soviética, que era también miembro de pleno derecho del Politburó, era el máximo dirigente del Secretariado. La pertenencia dual al Secretariado y al Politburó era reservada a dos o tres altos dirigentes de la dirección soviética y en la época post-Stalin era un paso intermedio al poder supremo. Los últimos cuatro Secretarios Generales del PCUS (Leonid Brézhnev, Yuri Andrópov, Konstantín Chernenko y Mijaíl Gorbachov) fueron Secretarios antes de alcanzar el máximo poder. 
El Secretariado fue establecido por el Comité Central el 6 de agosto de 1917 y estaba compuesto inicialmente por Félix Dzerzhinski, Matvéi Muránov y Yákov Sverdlov como miembros de pleno derecho y Adolf Joffe y Elena Stásova como miembros candidatos. Tras la Revolución de Octubre, Sverdlov y Stásova se convirtieron en el Secretariado de facto mientras los otros miembros asumían otras tareas. En aquel momento, el Secretariado era responsable de cuestiones técnicas como la coordinación de las actividades de las organizaciones regionales del Partido y de los asuntos administrativos rutinarios. 
Para 1922, el órgano se había transformado de un comité técnico a uno de los componentes más importantes del Partido y por tanto, responsable de las operaciones diarias del mismo. En ese mismo año fue creada la posición de Secretario General como cabeza del Secretariado, que se convertiría tras la muerte de Lenin y el ascenso del estalinismo en el puesto de poder más importante del Partido y del país. 

## Historia
El 13 de marzo de 1917, se creó el cargo de Secretario Técnico del Partido Obrero Socialdemócrata Ruso (Bolchevique), para el cual Elena Stásova fue designada, y tiempo después, en una reunión llevada a cabo el 19 de agosto de 1917, se creó el Secretariado del Comité Central como el aparato organizativo y técnico del C.C., y se designaron como sus miembros además a Félix Dzerzhinski, Adolf Iofe, Matvéi Muránov, Yákov Sverdlov y la misma Stásova.Tras la Revolución de Octubre de noviembre de 1917, Sverdlov y Stásova se hicieron cargo de la labor del Secretariado, mientras que los demás miembros del organismo asumieron otras funciones. En aquella época, el Secretariado era  responsable de cuestiones técnicas como la coordinación de las actividades de las organizaciones regionales del Partido y la gestión de los asuntos administrativos rutinarios del Partido. 
Posteriormente, en un pleno celebrado el 8 de marzo de 1918, se confirmó a Stásova como secretaria, y se creó además el cargo de Presidente del Secretariado, para el cual fue designado Yákov Sverdlov.Días después, 30 de marzo, Klavdia Novgorodtseva fue designada Jefa del Secretariado.El Secretariado del Comité Central como órgano puramente de trabajo fue creado por decisión del VIII Congreso del PCR (b) en marzo de 1919, donde se crearon departamentos dentro de la Secretaría del Comité Central. Ese mismo año, la disposición para la Secretaría quedó consagrada en la Carta del PCR(b). A partir de 1919 se estableció dentro de la Secretaría el cargo de Secretario Responsable, para la cual fue designado Nikolái Krestinski, quien fue posteriormente reemplazado por Viacheslav Mólotov en 1921. 
Un año después, en 1922 el organismo pasó de ser un comité técnico a convertirse en el componente más importante del partido, y, a partir de ese momento, fue responsable de las operaciones diarias del Partido, y además se estableció el cargo de Secretario General, para el cual fue designado Iósif Stalin, que pasó a ser el jefe del Secretariado, y, después de la muerte de Lenin en 1924, se convirtió en la figura más importante del Partido y de la Unión Soviética. Después de la Segunda Guerra Mundial, Stalin estableció una nueva estructura para el Secretariado, donde el Segundo Secretario fue el encargado de la ideología del partido, y el Tercer Secretario fue el encargado del complejo militar-industrial. Después de la muerte del Segundo Secretario en funciones, Aleksandr Scherbakov, Stalin designó en su lugar a Gueorgui Malenkov, hasta que este fue destitutido por decisión del Politburó y reemplazado a su vez por Andréi Zhdánov. Durante del XIX Congreso del Partido en octubre de 1952, las funciones del Secretariado se ampliaron, a causa de la abolición del Buró Organizativo del Comité Central del Partido Comunista de Toda la Unión (Bolchevique). En ese mismo congreso, el cargo de Secretario General fue renombrado como "Primer Secretario". 
Bajo Nikita Jrushchov, el Segundo Secretario, quien primero fue Alekséi Kirichenko y posteriormente Frol Kozlov, adquirió la responsabilidad de dirigir el Secretariado en caso de que el Secretario General no se encontrara en condiciones. Bajo el gobierno de Leonid Brézhnev, se reestableció una estructura de responsabilidades adoptada durante el gobierno de Stalin, donde el secretario de ideología era el Segundo Secretario, seguido del secretario de industria (que por lo tanto, era, por así decirlo, el Tercer Secretario). El 11 de marzo de 1985 se celebró  un pleno extraordinario del Comité Central después de la muerte de Konstantín Chernenko con la finalidad de elegir a un nuevo Secretario General, y finalmente se eligió a Mijaíl Gorbachov, quien fue candidato a propuesta de Andréi Gromiko. Gorbachov, quien había sido el Segundo Secretario durante el mandato de Chernenko, había comenzado a presidir la dirigencia del Secretariado debido a las ausencias por motivos de salud de Chernenko, mientras que Grigori Románov era el Tercer Secretario. En julio de 1988, el Pleno del Comité Central del PCUS decidió reestructurar el aparato del partido: se decidió reducir significativamente el aparato del Comité Central y eliminar los departamentos sectoriales en él, y también se redujo el número de secretarios del Comité Central. En noviembre se crearon comisiones permanentes en el Comité Central del PCUS, encabezadas por los secretarios del Comité Central. Esta medida condujo en realidad a la supresión de la Secretaría, que ya no se reunía, aunque existió formalmente hasta 1991.

## Potestades
El Secretariado del Comité Central del Partido Comunista tenía la función de dirigir y administrar al partido durante el día a día, en el tiempo entre las reuniones del Politburó, ya que estas solo se llevaban a cabo una vez por semana. Para ello, a cada secretario se le asignaba un área específica, con departamentos sectoriales, a través de los cuales se llevaban a cabo todas las actividades operativas, incluidos el Segundo Secretario, el Tercer Secretario y los secretarios ordinarios. El Secretariado dirigía el aparato central del PCUS y era el único responsable del desarrollo y la implementación de las políticas del partido. Estaba legalmente facultado para asumir las responsabilidades y funciones del Comité Central cuando este no se encontraba en pleno (no celebraba una reunión). Muchos miembros del Secretariado ocupaban simultáneamente un puesto en el Politburó. Según un manual soviético sobre procedimientos del partido, la función del Secretariado era la de «liderar el trabajo en curso, principalmente en el ámbito de la selección de personal y en la organización de la verificación del cumplimiento [de las decisiones del partido y del Estado]». «Selección de personal» (en ruso: podbor kadrov) se refiere en este caso al mantenimiento de las normas generales y los criterios para la selección de personal. «Verificación del cumplimiento» (en ruso: proverka ispolneniia) de las decisiones del partido y del Estado implicaba que el Secretariado impartía instrucciones a otros órganos.
El Secretariado controlaba o tenía una influencia importante en la gestión de los departamentos del Comité Central. Los miembros del Secretariado, los secretarios, supervisaban o dirigían los departamentos del Comité Central. Sin embargo, hubo excepciones, como Mijaíl Súslov y Andréi Kirilenko, quienes supervisaban a otros secretarios además de sus responsabilidades individuales en la política soviética (relaciones exteriores y asuntos ideológicos en el caso de Súslov; selección de personal y economía en el caso de Kirilenko). Si bien el Secretario General dirigía formalmente el Secretariado, sus responsabilidades, no solo como líder del partido, sino de todo el Estado soviético, le dejaban pocas oportunidades para presidir sus sesiones, y mucho menos para supervisar detalladamente su trabajo. Esto condujo a la creación de un Vicesecretario General de facto, también conocido como «Segundo Secretario», responsable de la gestión diaria del Secretariado.
Las facultades del Secretariado se debilitaron bajo el mandato de Mijaíl Gorbachov, y las Comisiones del Comité Central asumieron sus funciones en 1988. Yegor Ligachov, miembro del Secretariado, señaló que estos cambios destruyeron por completo el poder del Secretariado y lo convirtieron en un órgano prácticamente superfluo. Debido a esto, hasta 1990, el Secretariado apenas se reunía. Sin embargo, ninguna de estas Comisiones tuvo el poder que había tenido el Secretariado. El Secretariado se revitalizó en el 28.º Congreso del Partido (2-13 de julio de 1990). Una nueva oficina, la del Secretario General Adjunto, se convirtió en la directora oficial del Secretariado. Gorbachov presidió la primera sesión posterior al Congreso, pero posteriormente Vladímir Ivashko, el Secretario General Adjunto, presidió sus reuniones. Aunque el Secretariado fue revitalizado, nunca recuperó la autoridad que tenía en los días anteriores a Gorbachov. La autoridad del Secretariado se fortaleció dentro de los límites de las instituciones y reglas políticas que se habían introducido bajo Gorbachov – un regreso a los viejos tiempos era imposible.

## Forma de designación
Los miembros del Secretariado, incluido el Secretario General, eran elegidos por el Comité Central del Partido Comunista, siendo los candidatos a miembros designados por el Politburó. Estos eran elegidos en primer pleno del C.C. después de cada Congreso, al igual que los demás miembros del Politburó. 

## Composición y estructura

### Secretario General
El Secretario General era el máximo dirigente del Secretariado, y por lo tanto, del partido, que era el encargado de dirigir y coordinar a los secretarios técnicos del organismo, y de decidir las últimas decisiones a tomar. 

### Segundo Secretario
El Segundo Secretario era el Secretario encargado de la ideología del partido y de dirigir al Politburó; aunque formalmente no se le denominaba así.
| Segundo Secretario   | Inicio                  | Final                   |
| -------------------- | ----------------------- | ----------------------- |
| Lázar Kaganóvich     | diciembre de 1930       | 21 de marzo de 1939     |
| Gueorgui Malenkov    | 22 de marzo de 1939     | 6 de mayo de 1946       |
| Andréi Zhdánov       | 6 de mayo de 1946       | 31 de agosto de 1948    |
| Gueorgui Malenkov    | 31 de agosto de 1948    | 24 de mayo de 1953      |
| Mijaíl Súslov        | 24 de mayo de 1953      | 17 de diciembre de 1957 |
| Alekséi Kirichenko   | 17 de diciembre de 1957 | 5 de abril de 1960      |
| Frol Kozlov          | 5 de abril de 1960      | 21 de junio de 1963     |
| Leonid Brézhnev      | 15 de julio de 1964     | 14 de octubre de 1964   |
| Nikolái Podgorni     | 14 de octubre de 1964   | 6 de diciembre de 1965  |
| Mijaíl Súslov        | 6 de diciembre de 1965  | 25 de enero de 1982     |
| Konstantín Chernenko | 25 de enero de 1982     | 24 de mayo de 1982      |
| Yuri Andrópov        | 24 de mayo de 1982      | 12 de noviembre de 1982 |
| Konstantín Chernenko | 10 de noviembre de 1982 | 9 de febrero de 1984    |
| Mijaíl Gorbachov     | 9 de febrero de 1984    | 10 de marzo de 1985     |
| Yegor Ligachov       | 10 de marzo de 1985     | 14 de julio de 1990     |
| Vladímir Ivashko     | 1990                    | 1991                    |

### Tercer Secretario
El Tercer Secretario era el Secretario encargado del departamento industrial; aunque de igual forma, ese no era su nombre oficial.